# Charles Andriamanitsinoro
Carolus Andrea, de son vrai nom Charles Andriamahitsinoro, est un footballeur international malgache né le 6 septembre 1989 à Mahajanga. Il évolue au poste d'attaquant pour le club saoudien d'Al-Qadisiya. Il possède également la nationalité algérienne.

## Biographie

### En club
Charles Andriamahitsinoro joue plus de 100 matchs en première division algérienne. Il inscrit 10 buts dans ce championnat lors de la saison 2011-2012, ce qui constitue sa meilleure performance.
Il atteint avec l'USM Alger la finale de la Ligue des champions d'Afrique en 2015, en étant battu par le TP Mazembe.
Lors de la saison 2018-2019, Andrea termine meilleur buteur de la D2 saoudienne en inscrivant 22 buts pour le club d'Al-Adalah.

### En équipe nationale
Il reçoit sa première sélection en équipe de Madagascar le 12 juillet 2009, en amical contre l'équipe de Mayotte (score : 2-2). Il inscrit son premier but en équipe nationale le 18 mai 2014, contre l'Ouganda, lors des éliminatoires de la Coupe d'Afrique des nations 2015 (victoire 2-1).
Il marque son second but le 24 mars 2016, lors des éliminatoires de la éliminatoires de la CAN 2017, contre la République centrafricaine (1-1). Il inscrit ensuite trois buts lors des éliminatoires de la CAN 2019, contre l'équipe de Sao Tomé-et-Principe, et par deux fois contre le Soudan.
Le 4 octobre 2017, il inscrit son premier doublé, lors d'un match amical contre l'Ouganda (victoire 1-2), toutefois cette rencontre n'est pas reconnue par la FIFA.
En 2019, il est retenu par le sélectionneur Nicolas Dupuis afin de participer à la Coupe d'Afrique des nations organisée en Égypte. Lors de cette compétition, il inscrit un but contre la Guinée (2-2) et un contre le Nigeria (2-0) dont il est élu homme du match.

## Statistiques
| Saison                | Club                  | Championnat           | Championnat | Championnat | Coupe(s) nationale(s) | Coupe(s) nationale(s) | Compétition(s) continentale(s) | Compétition(s) continentale(s) | Compétition(s) continentale(s) | Autres compétitions | Autres compétitions | Autres compétitions | Total | Total |
| Saison                | Club                  | Division              | M.          | B.          | M.                    | B.                    | Comp.                          | M.                             | B.                             | Comp.               | M.                  | B.                  | M.    | B.    |
| 2010-2011             | WA Tlemcen            | 1                     | 10          | 2           | -                     | -                     | -                              | -                              | -                              | -                   | -                   | -                   | 10    | 2     |
| 2011-2012             | WA Tlemcen            | 1                     | 22          | 10          | 4                     | 4                     | -                              | -                              | -                              | -                   | -                   | -                   | 26    | 14    |
| 2012-2013             | USM Alger             | 1                     | 3           | 0           | 1                     | 0                     | C3                             | 0                              | 0                              | UAFA                | 2                   | 0                   | 6     | 0     |
| 2013-2014             | USM Alger             | 1                     | 21          | 5           | 2                     | 0                     | -                              | -                              | -                              | SC                  | 1                   | 1                   | 24    | 6     |
| 2014-2015             | USM Alger             | 1                     | 28          | 1           | 3                     | 2                     | C1                             | 6                              | 2                              | SC                  | 1                   | 0                   | 38    | 5     |
| 2015-2016             | USM Alger             | 1                     | 23          | 4           | 1                     | 0                     | C1                             | 7                              | 0                              | -                   | -                   | -                   | 31    | 4     |
| 2016-2017             | USM Alger             | 1                     | 21          | 4           | 3                     | 0                     | C1                             | 7                              | 1                              | SC                  | 1                   | 0                   | 32    | 5     |
| 2017-2018             | Ohod Club             | 1                     | 10          | 1           | 1                     | 1                     | -                              | -                              | -                              | -                   | -                   | -                   | 11    | 2     |
| 2018-2019             | Al-Adalah             | 2                     | 33          | 22          | 1                     | 0                     | -                              | -                              | -                              | -                   | -                   | -                   | 34    | 22    |
| 2019-2020             | Al-Adalah             | 1                     | 30          | 10          | 4                     | 8                     | -                              | -                              | -                              | -                   | -                   | -                   | 34    | 18    |
| 2020-2021             | Al-Qadisiya           | 1                     | 23          | 7           | 2                     | 0                     | -                              | -                              | -                              | -                   | -                   | -                   | 25    | 7     |
| Total sur la carrière | Total sur la carrière | Total sur la carrière | 224         | 66          | 22                    | 15                    | -                              | 20                             | 3                              | -                   | 5                   | 1                   | 271   | 85    |

### Buts internationaux
| # | Date             | Sélection | Lieu                                        | Adversaire           | Score | Résultat | Compétition      |
| - | ---------------- | --------- | ------------------------------------------- | -------------------- | ----- | -------- | ---------------- |
| 1 | 18 mai 2014      | 7         | Rabemananjara Stadium, Mahajanga            | Ouganda              | 2 - 0 | 2 - 1    | Qualifs CAN 2015 |
| 2 | 24 mars 2016     | 15        | Stade municipal de Mahamasina, Antananarivo | Centrafrique         | 1 - 0 | 1 - 1    | Qualifs CAN 2017 |
| 3 | 26 mars 2017     | 19        | Stade municipal de Mahamasina, Antananarivo | Sao Tomé-et-Principe | 3 - 1 | 3 - 2    | Qualifs CAN 2019 |
| 4 | 9 juin 2017      | 20        | Stade d'El Obeid, El Obeid                  | Soudan               | 0 - 2 | 1 - 3    | Qualifs CAN 2019 |
| 5 | 4 octobre 2017   | [ 5 ]     | Lugogo Stadium, Kampala                     | Ouganda              | 1 - 1 | 1 - 2    | Match amical     |
| 6 | 4 octobre 2017   | [ 5 ]     | Lugogo Stadium, Kampala                     | Ouganda              | 1 - 2 | 1 - 2    | Match amical     |
| 7 | 18 novembre 2018 | 24        | CNAPS Stadium, Antananarivo                 | Soudan               | 1 - 2 | 1 - 3    | Qualifs CAN 2019 |
| 8 | 2 juin 2019      | 26        | Stade Josy-Barthel, Luxembourg (ville)      | Luxembourg           | 1 - 2 | 3 - 3    | Match amical     |
| 9 | 22 juin 2019     | 28        | CNAPS Stadium, Antananarivo                 | Guinée               | 1 - 0 | 2 - 2    | CAN 2019         |

## Palmarès
- Avec l'USM Alger :
  - Finaliste de la Ligue des champions d'Afrique en 2015
  - Champion d'Algérie en 2014 et 2016
  - Vainqueur de la Coupe d'Algérie en 2013
  - Vainqueur de la Supercoupe d'Algérie en 2013 et 2016
  - Vainqueur de la Coupe de l'UAFA en 2013

- Avec Al-Adalah :
  - Meilleur buteur de D2 en 2019
- Meilleur buteur malgache à la CAN, ainsi qu'unique joueur malgache avoir été nommé meilleur joueur africain aux CAF Awards